# 北朝鮮レストラン

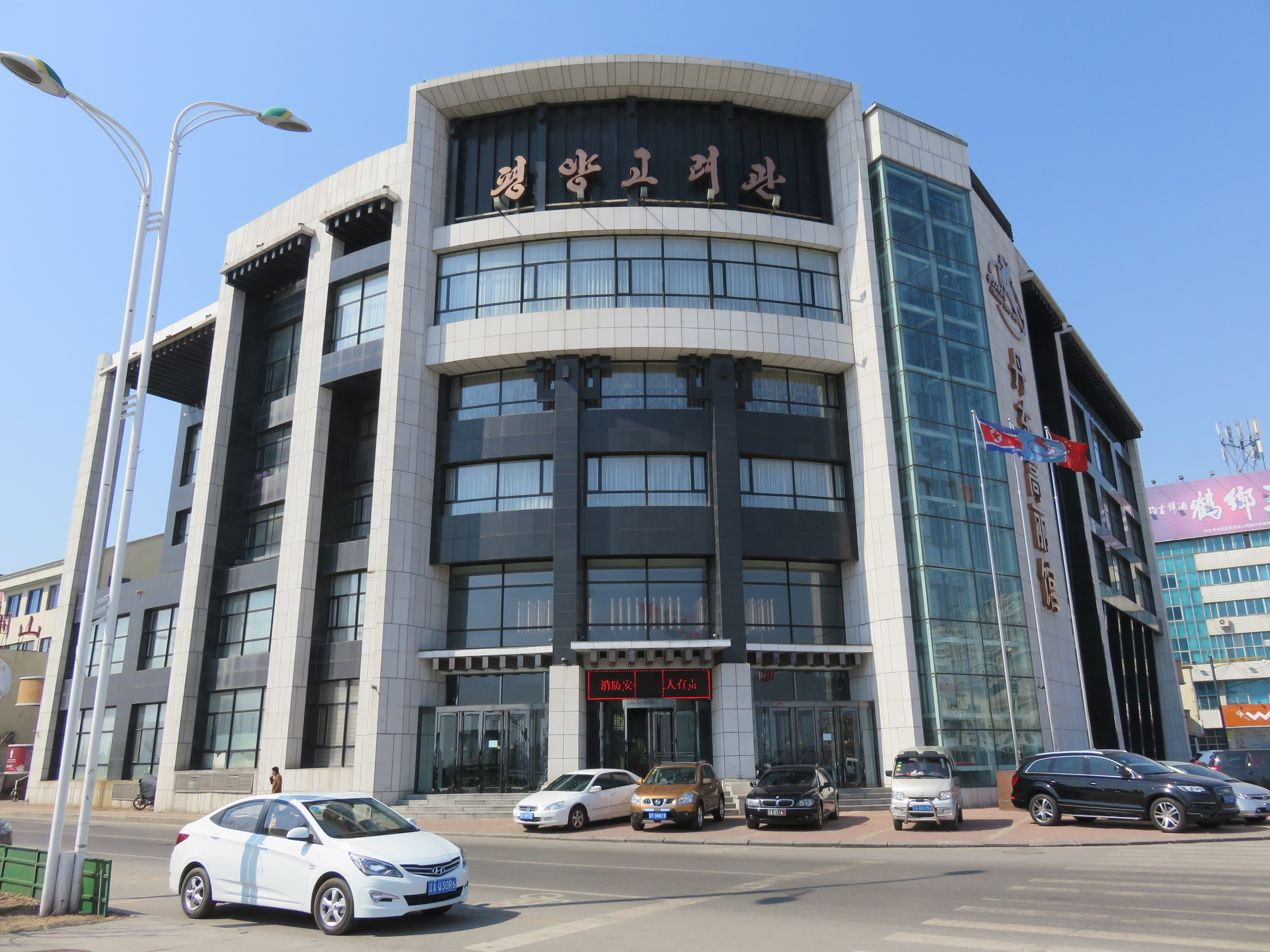
世界最大級の北朝鮮レストラン丹東高麗館（閉館）

北朝鮮レストラン（きたちょうせんレストラン）は、北朝鮮（朝鮮民主主義人民共和国）が海外展開するレストランの総称。一般的には北レスと呼ばれる。朝鮮語の直訳から朝鮮食堂と呼ぶ人もいる。
国連による経済制裁前には全世界に130店ほど確認されており、うち中国に100店ほどあった。中国以外では、ロシア、モンゴル、タイ、ベトナム、ラオス、カンボジア、マレーシア、インドネシアなど東南アジア諸国を中心に展開していた。2019年末まではアラブ首長国連邦（UAE）でも北レスは営業されており、UAEが北朝鮮からもっとも遠い北レス営業国であった。また、かつては、オーストリアやオランダなどヨーロッパでも北レスが営業されていた時期もあるなど比較的に世界中で展開されていた。

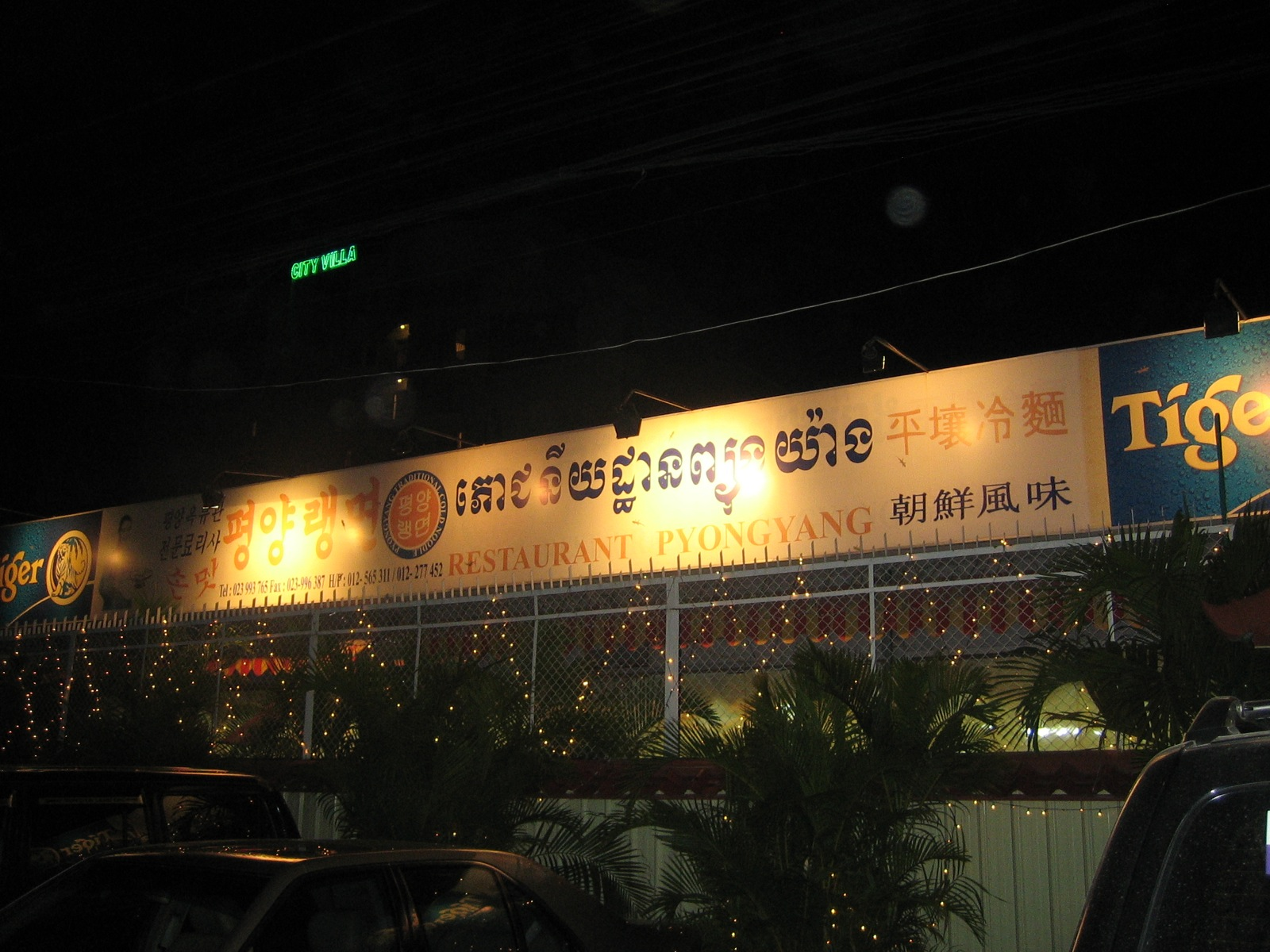
カンボジア・プノンペン店の看板

多くの店は「平壌」 (ピョンヤン, Pyongyang, ハングル: 평양관) を店名としている。朝鮮民主主義人民共和国の経営するサービス施設ヘダンファ（Haedanghwa, 海棠花, 해당화）グループが経営する。

## 代表的な店名
次のような店名が多い。
- 平壌
- 高麗
- 玉流
- 三千里
- 牡丹
- 木蘭
- 平壌百花
- アリラン
- 柳京

## 経営
正規の店舗は全て平壌レストランチェーン店またはそのフランチャイズである。ただし韓国人による模倣店舗もある。また、北朝鮮政府が関与していることを明示していない店舗もある。
経営は北朝鮮によって運営されている場合もあり、韓国系中国人や漢族中国人が運営している場合もある。多くの店舗では北朝鮮の政治宣伝をすることは無く、あくまでも北朝鮮が素晴らしい国であるということを暗示するだけに留められている。北朝鮮政府は、外国の影響を最小限に抑えるため、忠誠心があり比較的裕福な国民を選んで労働者として海外に送り出したとみられている。
スウェーデンのジャーナリスト、バーティル・リントナーによると、レストランは、北朝鮮指導部のために外貨を獲得し、資金洗浄することを目的とした北朝鮮政府の組織朝鮮労働党39号室のいくつかの海外事業の1つである。
脱北者の報告によると、レストランは地元の仲介人によって運営されており、毎年北朝鮮政府に送金することが義務付けられている。レストランの敷地内に住む北朝鮮人スタッフは、政治的忠誠心を徹底的に審査され、現場の北朝鮮保安部によって厳しく監視されているとされる。韓国の市民団体デイリーNKによると、2000年代に中国でウェイトレスの脱走未遂が数件発生し、いくつかのレストランが閉鎖され、スタッフが帰国させられた。

## 歴史
北朝鮮が国連に加盟した1991年ごろから中国を中心に確認されており、リーマンショックなど世界経済や核ミサイル問題によって国連によって実施される経済制裁など北朝鮮を取り巻く国際情勢に左右されて閉店、開店を繰り返している。
2016年、韓国政府は、海外の平壌レストランチェーンから13人のレストラン従業員が脱北したと発表している。

## 場所と店舗
ニューヨーク・タイムズの2016年の記事によると、世界12か国に130店舗あり、その大半は中国にある。2018年の報告では約125店舗。中には名前のない店舗もある。

### 中国
北朝鮮に接する丹東市には2020年の時点で多くの店舗があった。この他、北京市、延吉市など北朝鮮人コミュニティがあるところには昔からの店舗がある。中国の主要都市のほとんどに1店舗はあり、オルドス市のような比較的辺境にも店舗がある。料理はシーフード、キムチ、平壌冷麺などで、料金は周辺の飲食店や韓国料理店と比べてもかなり高価である。
2017年の報告によると、上海店では若い女性グループがポップソングを歌い、曲の合間にはステージを下りて客と会話するサービスを行っている。料理は高価であるが、パフォーマンスを含めた金額とすれば妥当である。従業員は必ずしも中国語が上手くないが、政治的な主張をすることは無く、歌も北朝鮮の歌ではなく中国の70～80年代の流行歌だった。

### 東南アジア
1990年代以降に東南アジアにも進出した。当初は東南アジアに駐在する多くの韓国人ビジネスマンのためのレストランだったが、今では好奇心旺盛な観光客に人気となっている。
タイのバンコク、カンボジアのプノンペン、シェムリアップ、ベトナムのホーチミン、 ハノイ、ダナン、ラオスのヴィエンチャン、バングラディッシュのダッカ、インドネシアのジャカルタ、マレーシアのクアラルンプールにも店舗がある。
カンボジア店は2002年に東南アジアに作られた最初の店舗であり、2010年の報告によると、キムチ料理、平壌冷麺、イカ炒め、犬肉スープなどが提供される。また、客は高麗人参酒や熊から作られたと主張するラベルのない媚薬など、北朝鮮の製品を買うことができる。米ドル表示の値札が付けられ、価格は比較的高い。ダイニングホールは400名を収容できるが、2011年の報告によれば韓国、中国、日本からの観光客に人気で通常ディナータイムには満席である。匿名の従業員の話では、女性従業員の多くはダンスや音楽を専門学校で学んでおり、海外の平壌レストランで働くことは研修の一環である。
バンコク店は2019年に従業員が入管法違反で多数逮捕され、閉鎖された。
ベトナムのハノイ店では、2019年時点の報告では、冷麺、キムチ、ビビンバ、プルコギなど一般的な朝鮮料理が提供されている。給仕は全て若い女性で、そのほとんどが同じポニーテールの髪型である。夕方にはカラオケ形式で主要客である韓国人と女性給仕が伝統的な韓国のフォークソングを歌う。

### ヨーロッパ
ヨーロッパでは2012年にオランダのアムステルダムのオスドープにオランダ人との共同経営の形でオープンした。メニューはアジアの店舗とは異なっていた。9品のコースで料金は79ユーロだった。しかしオランダ人経営者とコリアンスタッフのいざこざがあり、9月に閉店した。2013年12月にヘダンファの名で再オープンしたが、1年後に閉店した。2015年1月、国家元首金正恩の肝煎りで朝鮮労働党39号室のあっせんでスコットランドに出店する可能性があると報じられた。ただし北朝鮮政府はこれを否定。
モスクワの地下鉄レーニン大通り駅の近くにはコリョ（Корё）という北朝鮮レストランがあり、北朝鮮大使館が経営していると言われている。価格はかつては驚くほど安かったが最近では周辺の外食程度である。

### その他
モンゴルのウランバートル、ロシアのウラジオストク、ドバイ、ネパールのカトマンズにもある。

## サービス
レストランでは朝鮮料理が提供される。

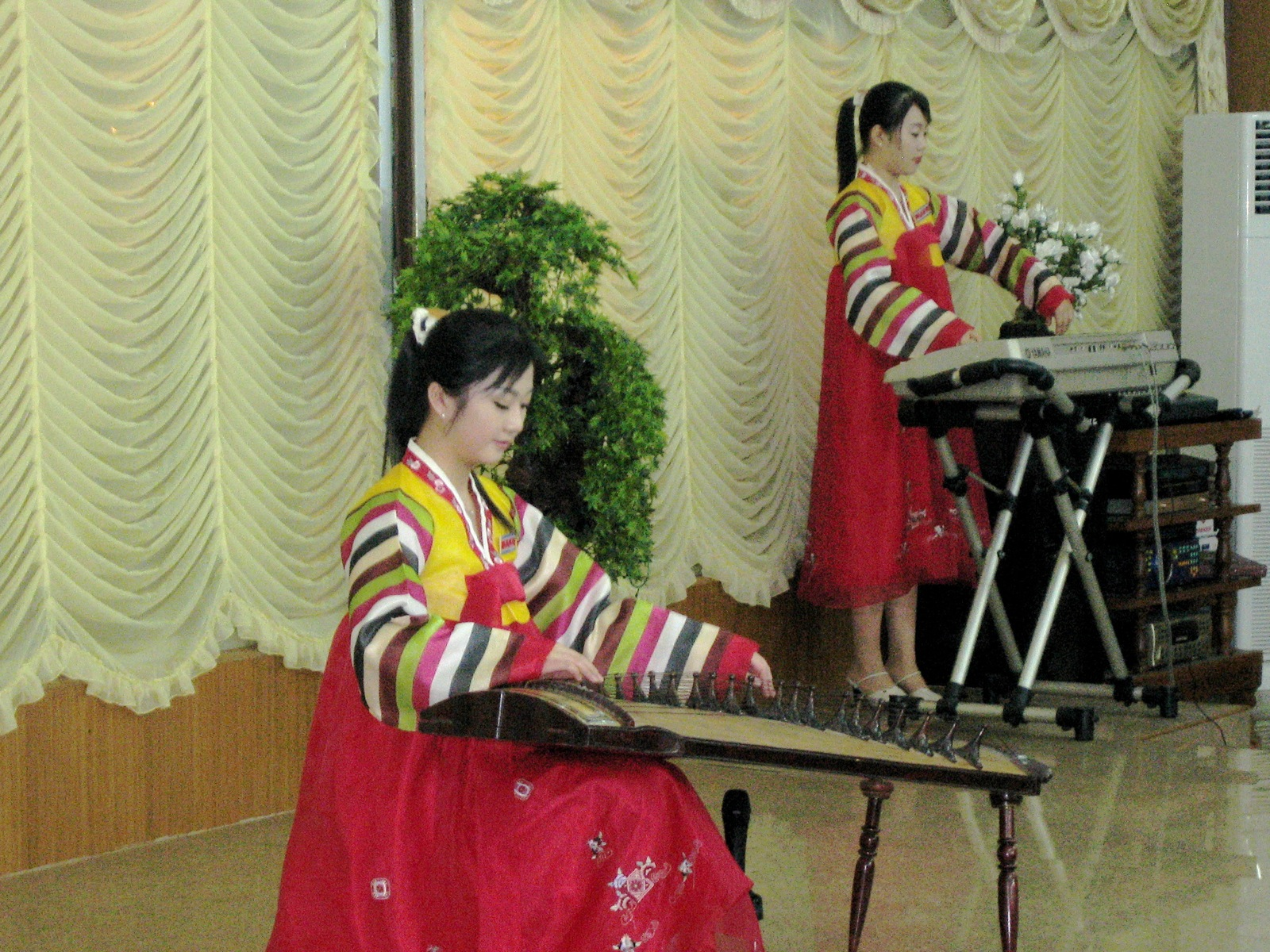
プノンペン店で芸を披露する北朝鮮女性

スタッフは朝鮮半島の伝統的な衣装を着た若い女性で構成されており、カラオケや北朝鮮のマスゲーム風の歌と踊りを客に披露している。北朝鮮出身のスタッフは通常3年契約で働き、芸術大学を卒業した高度な訓練を受けた者が多い。店内は通常、撮影禁止である。

## 各国での受容
韓国人観光客は北朝鮮の料理や音楽を楽しむため国外旅行の際に北朝鮮レストランを利用することが多かったが、韓国政府は2016年1月、北朝鮮の核実験を受けて、国民に海外の北朝鮮レストランを利用しないよう呼びかけた。